# ریموند تامسون
ریموند تامسون (به انگلیسی: Raymond Thompson) (زادهٔ ۱۲ مارس ۱۹۱۱) شناگر اهل ایالات متحده آمریکا است.